# 萨本茂
萨本茂（1924年—），女，蒙古族，福建福州人，中国应用化学家，中国人民解放军海军高级工程师。